# Opel Diplomat
La Diplomat è un'autovettura di lusso prodotta in due generazioni dalla Opel tra il 1964 e il 1977 e facente parte del gruppo cosiddetto KAD (Kapitän, Admiral, Diplomat) che costituivano le ammiraglie della casa.

## Il contesto storico
Nel primo ventennio del secondo dopoguerra, tutto ciò che proveniva dagli Stati Uniti d'America era, di per sé, "alla moda" e a questa tendenza non sfuggivano, naturalmente, neppure le automobili. Tale tendenza, inizialmente limitata solo a certi settori commerciali, si fece sempre più marcata nel corso degli anni '50 del secolo scorso, per divenire assai evidente durante la prima metà del decennio successivo. L'industria automobilistica europea sfornò in quegli anni numerosi modelli di chiara ispirazione statunitense, via via sempre più moderne e stilisticamente al passo con i tempi. Le luccicanti auto d'oltreoceano rappresentavano, per molti, un sogno. Da queste considerazioni partirono anche i vertici della Opel (filiale europea della General Motors), quando decisero di rivoluzionare la gamma della loro ammiraglia, la Kapitän P 2,6, sicuramente anch'essa stilisticamente ispirata al mondo d'oltreoceano ma oramai decisamente superata nel design. L'idea dei vertici Opel fu di rivoluzionare il segmento delle ammiraglie proponendo non uno, ma tre modelli stilisticamente identici, ma differenti negli allestimenti e nei contenuti, sia tecnici che a livello di dotazione.

## La Diplomat A
Fu così che nel giugno del 1964 venne introdotta la cosiddetta "gamma KAD", dalle iniziali dei tre modelli che la componevano, ossia Kapitän, Admiral e Diplomat. Quest'ultima fu la più ricca fra le tre e di conseguenza la top di gamma assoluta nei listini Opel dell'epoca.

### Design esterno e interno
Come già detto, i tre modelli della sottogamma KAD condividevano scocca e carrozzeria. Pertanto, come la Kapitän e la Admiral, anche la Diplomat sfoggiò un abito decisamente più moderno rispetto alle ammiraglie Opel prodotte fino a quel momento, un abito più squadrato ed elegante, nonché più imponente, il cui stile riprendeva quello delle Chevrolet Bel Air e Impala di quel periodo. Il corpo vettura era di tipo berlina a 3 volumi con abitacolo omologato per 5 posti. Caratteristico il frontale dal disegno concavo, con le sporgenti estremità dei parafanghi anteriori, la mascherina e il cofano dal disegno spezzato, la calandra inclinata in avanti e i proiettori rettangolari. La fiancata era solcata da una modanatura a tutta lunghezza che passava circa una spanna sotto le maniglie porta, mentre il tetto in vinile costituiva il principale tratto distintivo rispetto alle due "sorelle" ammiraglie. Anche la coda riprendeva la forma concava del frontale, sebbene in maniera meno evidente, ed era caratterizzata da piccoli fari rettangolari alle estremità di un elemento di color grigio satinato, anch'esso rettangolare, e tagliato trasversalmente in due da una modanatura che divide a metà anche i fari stessi.
Il posto guida era caratterizzato invece da un cruscotto lineare, con tachimetro a tutta larghezza e che costituiva un tutt'uno con la zona centrale, dove trovavano posto l'orologio e un vano per l'autoradio, e il resto della plancia, in modo da formare una fascia unica che si estendeva da un lato all'altro della zona anteriore. Il volante era a due razze, con clacson a semicerchio concentrico. Assente la console centrale, mentre il tunnel di trasmissione ospitava la leva del cambio automatico (negli altri due modelli meno ricchi, la leva era al volante). I sedili erano a richiesta rivestiti in pelle, mentre sia dentro che fuori si fece un maggior uso di cromature rispetto alle due "sorelle" meno accessoriate.

### Struttura, meccanica e motori
Come gli altri due modelli della sotto-gamma KAD, anche la Diplomat nasceva sulla stessa base meccanica che prevedeva innanzitutto uno schema tecnico a motore anteriore longitudinale e a trazione posteriore, la struttura a scocca portante, l'avantreno a ruote indipendenti con bracci trasversali trapezoidali con molle elicoidali e il retrotreno ad assale rigido con molle a balestra longitudinali. Su entrambi gli assi erano presenti una barra stabilizzatrice e ammortizzatori idraulici telescopici. L'impianto frenante prevedeva freni a disco anteriori e a tamburo posteriori. Lo sterzo era a circolazione di sfere con funzione di richiamo automatica e con servosterzo idraulico.
Al suo debutto, la Diplomat era prevista con un motore V8 di origine Chevrolet da 4638 cm³, alimentato da un carburatore Rochester quadricorpo ed in grado di erogare una potenza massima di 190 CV, che a fronte di una massa a vuoto di 1.560 kg consentivano alla vettura di raggiungere una velocità massima di 200 km/h, coprendo lo scatto da 0 a 100 km/h in 11 secondi. Si tratta dello stesso motore Small-Block 283ci utilizzato dalla General Motors (all'epoca detentrice del marchio Opel) per diversi altri suoi modelli prodotti e commercializzati oltreoceano, Corvette in primis. Come già accennato in precedenza, il cambio previsto di serie era di tipo automatico e più precisamente un Powerglide a 2 rapporti.

### Evoluzione della gamma

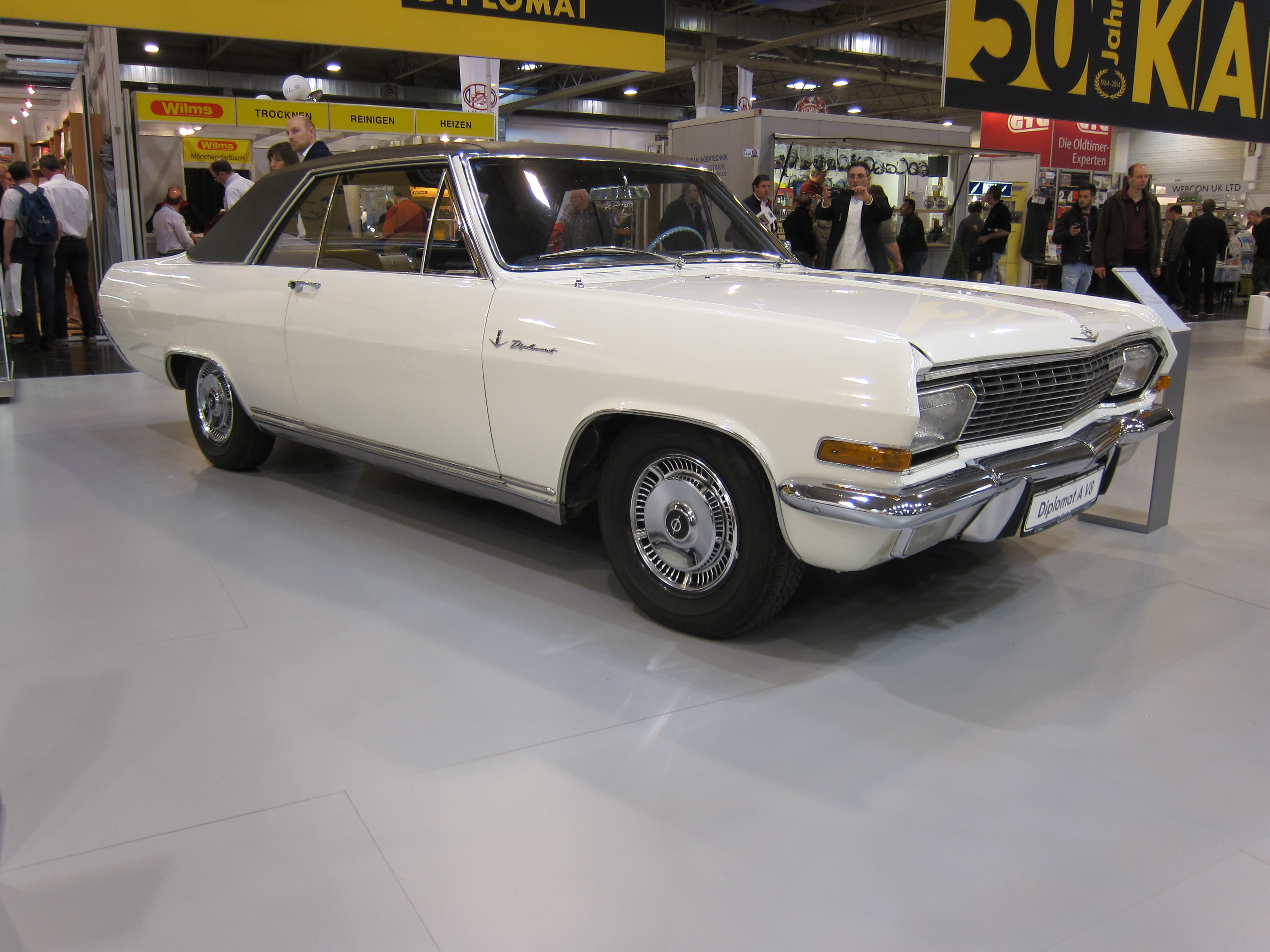
Una Opel Diplomat A Coupé

Nonostante la presentazione fosse avvenuta nel febbraio del 1964, la produzione in serie vera e propria non venne avviata che nel giugno dello stesso anno. Il prezzo di vendita fu fissato in 17.500 DM, quasi come cinque contemporanee Volkswagen Maggiolino. I primi aggiornamenti alla gamma si ebbero quattro mesi dopo, con la possibilità di avere, a richiesta, il tetto in tinta con la carrozzeria. Nel febbraio del 1965 la gamma venne completata dalla versione coupé (con padiglione ribassato, due sole porte e assenza del montante centrale e delle cornici ai finestrini), equipaggiata da un possente V8 da 5354 cm³ in grado di erogare ben 230 CV a 4700 giri/min, nonché ben 435 N·m a 3100 giri/min, permettendo alla grossa coupé (equipaggiata unicamente con un cambio automatico Powerglide a due rapporti) di raggiungere una velocità massima di 206 km/h, con accelerazione da 0 a 100 km/h in 10". Anche questo motore fu utilizzato per equipaggiare modelli Chevrolet previsti per il mercato statunitense. La Diplomat Coupé fu prodotta presso lo stabilimento Karmann di Osnabrück.
A partire dal gennaio del 1967, la Diplomat berlina vide il suo V8 da 4,6 litri sostituito dal V8 della coupé. Sei mesi dopo, a luglio, la coupé venne tolta di produzione mentre alla fine di quella stessa estate, la dotazione di serie della berlina fu arricchita con il lunotto termico e il listelli laterali di protezione dai piccoli urti sulla fiancata. Nel novembre del 1968, la Diplomat A venne tolta di produzione anche come berlina.

## La Diplomat B

### Caratteristiche
La seconda generazione della Diplomat, nota come Diplomat B, venne presentata nel febbraio 1969 a Nizza assieme alle "sorelle" Kapitän B e Admiral B.
Dal punto di vista tecnico le principali novità riguardarono il retrotreno, ora con schema a ponte De Dion e la gamma motori: per rendere la Diplomat più appetibile ad una più vasta fetta di potenziale clientela, la Diplomat B fu resa disponibile anche con il 6 cilindri da 2784 cm³ previsto per Kapitän e Admiral, qui nella variante ad iniezione meccanica da 165 CV (2.8 E). In alternativa era comunque sempre presente in gamma anche il grosso e già noto V8 da 5.4 litri, sempre con potenza massima di 230 CV. In abbinamento a quest'ultima motorizzazione venne montato un impianto frenante a quattro dischi autoventilanti. Un'altra novità stava nell'impianto frenante, sempre di tipo misto se abbinato al motore 2.8, ma a quattro dischi in abbinamento al motore V8. Per quanto riguarda le varianti di trasmissione, alle motorizzazioni a 6 cilindri venne abbinato un cambio manuale a 4 marce, mentre la versione V8 fu accoppiata ad un cambio automatico Turbo-Hydramatic a 3 rapporti. Un altro tipo di cambio automatico a 3 rapporti fu comunque abbinabile a richiesta anche al motore da 2,8 litri.
Sul piano del design, per distinguere ulteriormente la Diplomat B dagli altri due modelli "quasi gemelli", i designer del Centro Stile Opel scelsero di ridisegnare la calandra, ma anche i gruppi ottici, sia anteriori che posteriori, i quali divennero a sviluppo verticale anziché orizzontale. Nel complesso, venne mantenuto il corpo vettura americaneggiante dalle linee spigolose, che anzi, qui vennero accentuate e rese più evidenti secondo lo stile degli imminenti anni '70. Rispetto alla precedente generazione, la Diplomat fu prevista ancora come berlina, ma non più come coupé. Inoltre, i precedenti cerchi da 15 pollici vennero sostituiti da nuovi cerchi da 14 pollici.
Per quanto riguarda gli interni, vi fu una profonda e generale rivisitazione nel design di plancia e cruscotto: non più una fascia unica e sottile da un lato all'altro dell'abitacolo, ma un cruscotto rettangolare a tre strumenti circolari, di dimensioni generose e ben distinto dal resto della plancia. Sempre assente la console centrale con la riconferma (ormai definitiva anche per gli altri modelli Opel) della leva del cambio sul tunnel centrale. Nuovo anche il volante a tre razze.

### Evoluzione della gamma
La gamma così composta cominciò la sua carriera commerciale nel marzo 1969 e rimase invariata per due anni e mezzo: fu infatti nel settembre del 1971 che si ebbero i primi aggiornamenti. La Diplomat V8 ricevette in questo caso solo migliorie di dettaglio, in particolare ai rivestimenti dei sedili e dei pannelli porta. A partire dal mese di gennaio del 1972, il cambio automatico a 3 rapporti divenne di serie per la Diplomat 2.8 E.
Nel luglio del 1973, venne introdotta una nuova variante a passo allungato di 15 cm, disponibile solo in abbinamento al motore V8, mentre l'anno successivo la dotazione di serie si arricchì con l'arrivo dei poggiatesta, degli pneumatici cinturati e del volante a 4 razze. Nel frattempo la crisi petrolifera cominciò a far sentire pesantemente i suoi effetti, ragion per cui anche le vendite della Diplomat, e più in generale di molti modelli di grossa cilindrata, anche di altri costruttori, ne risentirono sensibilmente. Nel tentativo di provare a ridurre i consumi, nel marzo del 1975 i motori a 6 cilindri vennero rivisitati per ridurne leggermente la potenza ed anche i consumi. L'anno seguente, la Diplomat 2.8 E andò a sostituire la Admiral L, di fatto ereditandone anche la carrozzeria con fari a sviluppo orizzontale. In pratica si trattò solo di un cambio di denominazione della Admiral L. Ma anche la Admiral equipaggiata con il 2.8 a carburatore da 140 CV venne di fatto ribattezzata Diplomat 2.8, anch'essa mantenendo i gruppi ottici orizzontali. A questo punto, solo la Diplomat V8 mantenne i fari a sviluppo verticale. La produzione della Diplomat B cessò nel luglio del 1977: la sua eredità fu raccolta dalla Senator, che di fatto rimpiazzò in blocco tutta la sottogamma KAD.

## Curiosità
| Opel Diplomat Cabriolet 2.8 E | Intermeccanica Indra Coupé | Intermeccanica Indra cabriolet | Bitter CD |
| ----------------------------- | -------------------------- | ------------------------------ | --------- |
|                               |                            |                                |           |

- Della Diplomat B non venne riproposta la versione con carrozzeria coupé, ma per conferire un'immagine di prestigio alla gamma della vettura, la Opel realizzò in pochi esemplari fuoriserie una lussuosa versione cabriolet di rappresentanza, con carrozzeria modificata e rinforzata dalla Fissore e capote pieghevole studiata dalla Karmann;
- Il pianale e il motore della Diplomat B fu utilizzato anche per realizzare la Intermeccanica Indra, una sportiva con carrozzeria coupé o cabriolet disegnata da Franco Scaglione e realizzata dal piccolo costruttore tedesco Bitter fra il 1971 e il 1975;
- Sempre partendo dalla base meccanica e dalla scocca della Diplomat B, lo stesso Erich Bitter, patron dell'omonima azienda di cui sopra, realizzò in piccola serie una sportiva commercializzata come Bitter CD, alla cui linea partecipò anche la carrozzeria Frua;
- Una Opel Diplomat B V8 è utilizzata dall'ispettore Mick Brisgau (Henning Baum) nella serie televisiva tedesca Last Cop - L'ultimo sbirro.